# Habronattus tarsalis
Habronattus tarsalis là một loài nhện trong họ Salticidae.
Loài này thuộc chi Habronattus. Habronattus tarsalis được Richard C. Banks miêu tả năm 1904.